# Kečap
Kečap ili ketchup popularan je umak od rajčice koji se koristi kao ukusan dodatak jelima.
Crvene je boje i konzumira se hladan. Osnovni sastojci su: rajčica, paprika, češnjak, peršin, šećer, cimet, klinčić, ocat. Zaslađivač je obično šećer ili fruktoza iz kukuruznog sirupa. Danas se neka jela ne mogu zamisliti bez kečapa kao dodatka: pomfrit, hotdog i općenito kobasice i hrenovke, pizza, topli sendviči, hamburgeri, meso s roštilja svih vrsta. Najčešće su vrste kečapa ljuti, blagi i kečap za pizzu. Kečap se ponekad koristi kao osnova ili kao jedan sastojak drugih umaka i preljeva, a okus se može preslikati kao aditiv za grickalice, poput čipsa.
Do početka 18. stoljeća u malajskoj državi (današnja Malezija i Singapur) proizvodio se stolni umak, kako se tada zvao kečap. Prvi kečap na tom području otkrio je britanski istraživač. Napravljene su mnoge inačice kečapa, ali onaj originalni, koji se radi od rajčice i danas je poznat, nastao je stoljeće nakon što su se radili razni umaci. Godine 1801. Sandy Addison osmislila je recept za kečap od rajčice, a kasnije je recept objavljen u američkoj tiskanoj kuharici „Sweet House”.
Jedna čajna žličica kečapa ima 15 kalorija, a sve kalorije dolaze od šećera. Kečap ne sadrži ni masti ni proteine. Osim toga, sadrži dosta natrija (190 mg). Radi se od rajčice pa sadrži malu količinu antioksidansa.

## Galerija
- Hotdog s kečapom
- Dekorirani kečap
- Vrećica kečapa
- Tjestenina s kečapom